# 卡琳·蒂里希

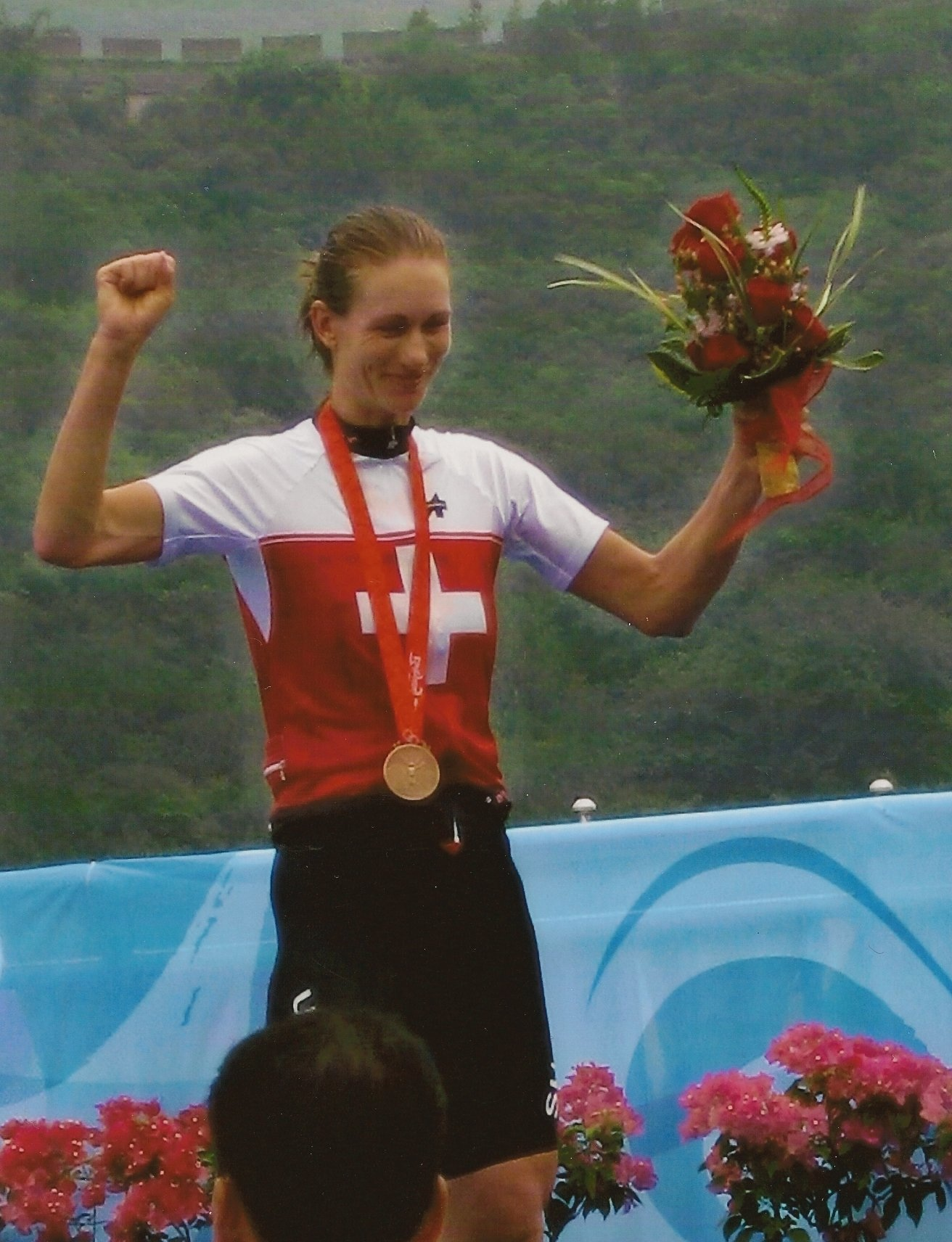
卡琳·蒂里希

卡琳·蒂里希（德語：Karin Thürig，1972年7月4日—），瑞士女子自行车运动员。她曾参加2004年和2008年两届奥林匹克运动会，两次均在个人计时赛项目上获得铜牌。